# Takeo Fukuda
Takeo Fukuda (福田 赳夫?, Fukuda Takeo; Takasaki, 14 gennaio 1905 – Tokyo, 5 luglio 1995) è stato un politico giapponese ed ha ricoperto l'incarico di primo ministro del Giappone dal 24 dicembre 1976 al 7 dicembre 1978. Suo figlio è Yasuo Fukuda, anch'egli successivamente Primo ministro. 

## Biografia
Di origine contadina ma benestante, è funzionario presso il ministero delle finanze per due decadi prima di entrare ufficialmente in politica. Dal 1952 al 1990 è eletto alla Camera dei rappresentanti del Giappone come membro del Partito Liberal Democratico, di cui sarà anche segretario generale dal 1966 al 1968 e presidente dal 1976 al 1978.

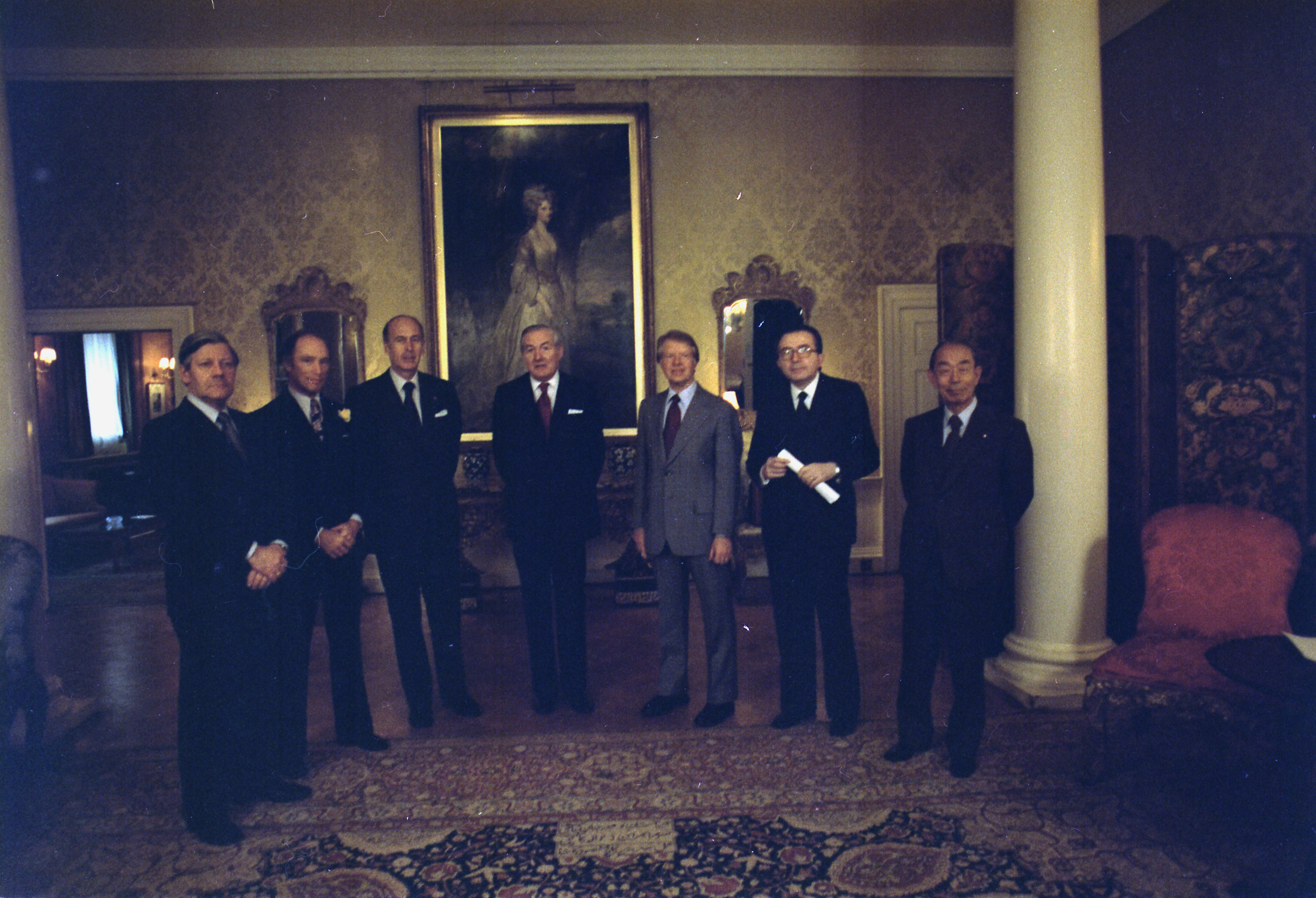
Helmut Schmidt, Pierre Trudeau, Valéry Giscard d'Estaing, James Callaghan, Jimmy Carter, Giulio Andreotti e Takeo Fukuda al summit del G7 nel 1977.

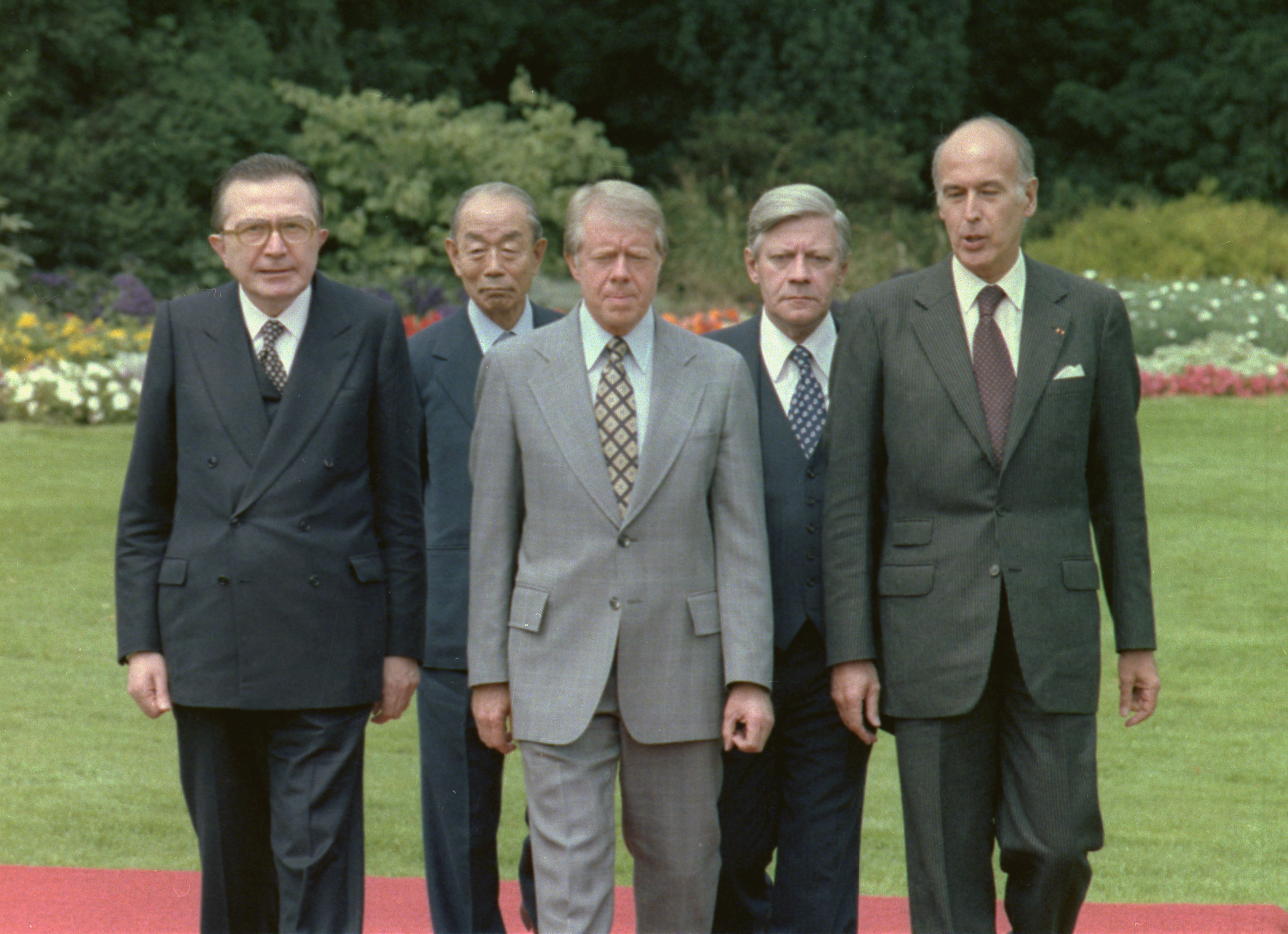
Da sinistra Giulio Andreotti, Takeo Fukuda, Jimmy Carter, Helmut Schmidt e Valéry Giscard d'Estaing al summit del G7 a Bonn nel 1978.